# Cupids
Cupids is een gemeente (town) in de Canadese provincie Newfoundland en Labrador, in het zuidoosten van het eiland Newfoundland. De gemeente ligt aan Conception Bay in het zuidoosten van het schiereiland Bay de Verde.

## Geschiedenis
De plaats werd in 1610 als Cuper's Cove gesticht door de Brit John Guy. Daarmee is het de oudste permanente Britse nederzetting in Canada. Het is ook de op een na oudste permanente Britse nederzetting in Noord-Amerika, na Jamestown.
De nederzetting groeide in de 17e eeuw uit tot een van de belangrijke vissershavens aan de zogenaamde Engelse kust van Newfoundland.

## Geografie
De gemeente ligt aan Cupids Cove, een cove van Conception Bay in het zuidoosten van het schiereiland Bay de Verde. Dat schiereiland maakt op zijn beurt deel uit van het grote schiereiland Avalon in het uiterste zuidoosten van Newfoundland.
Cupids grenst in het westen aan de gemeente South River en in het zuidoosten aan de gemeente Brigus. In het uiterste zuiden van de gemeente loopt een deel van het tracé van provinciale route 60.

## Demografie
Demografisch gezien is Cupids, net zoals de meeste kleine dorpen op Newfoundland, aan het krimpen. Tussen 1991 en 2021 daalde de bevolkingsomvang van 868 naar 699. Dat komt neer op een daling van 169 inwoners (-19,5%) in dertig jaar tijd.
| Jaar | Aantal inwoners | Verschil |
| ---- | --------------- | -------- |
| 1991 | 868             | –        |
| 1996 | 891             | +2,6%    |
| 2001 | 775             | -13,0%   |
| 2006 | 790             | +1,9%    |
| 2011 | 761             | -3,6%    |
| 2016 | 743             | -2,4%    |
| 2021 | 699             | -5,9%    |

## Zie ook

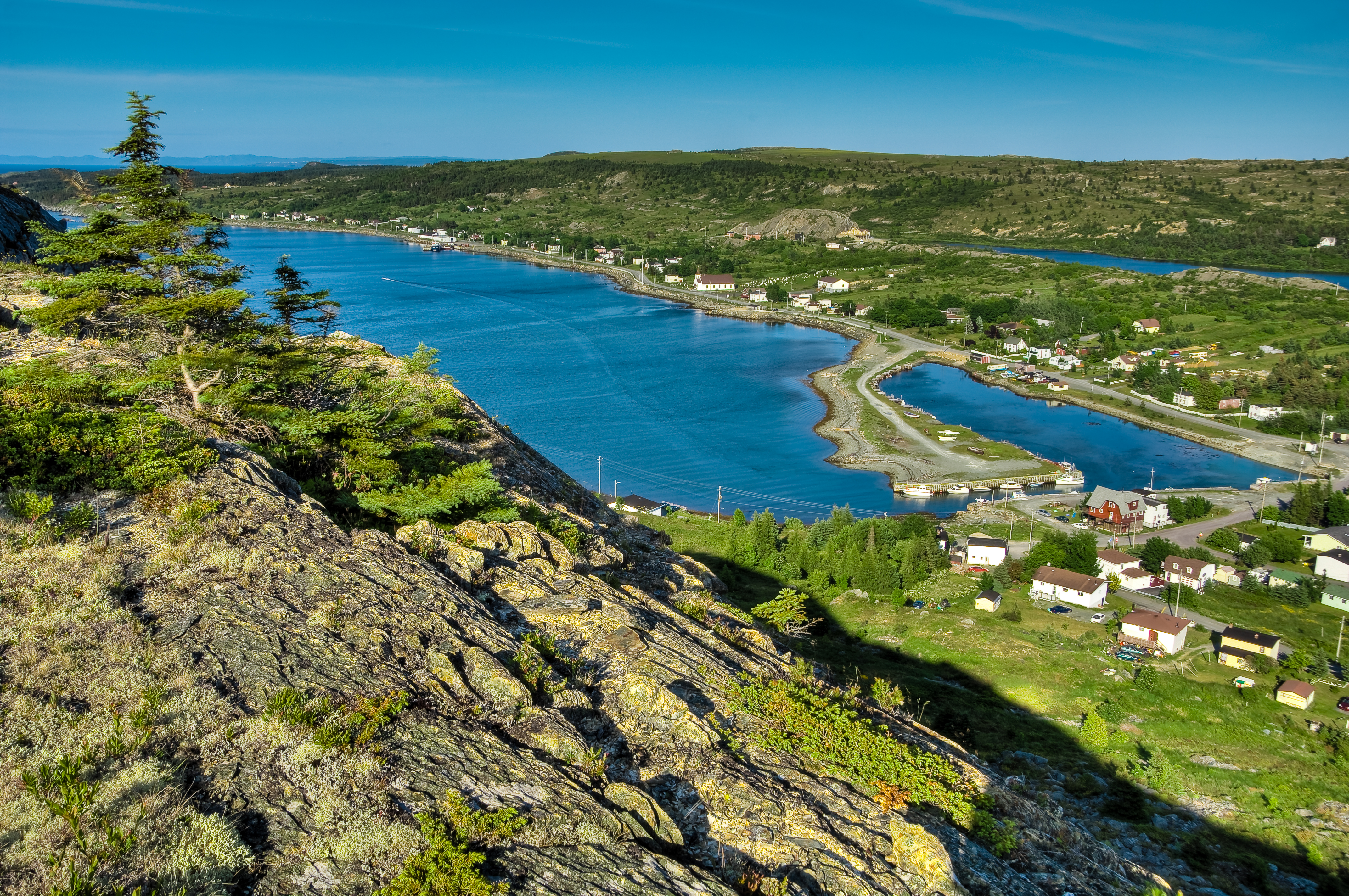
Zicht op Cupids vanaf een heuveltop (2010)